# メアリー・ゾフレス
メアリー・ゾフレス（Mary Zophres, 1964年3月23日 - ）は、1989年より映画業界で活動しているアメリカ合衆国の衣裳デザイナーである。2010年の映画『トゥルー・グリット』でアカデミー衣裳デザイン賞の候補となり、『ラ・ラ・ランド』と『バスターのバラード』を含め現在までに計3回候補になっている。また前述3作品と2002年の『キャッチ・ミー・イフ・ユー・キャン』で英国アカデミー賞衣裳デザイン賞では4回候補となった。

## 生い立ちとキャリア
フロリダ州フォートローダーデールで生まれた。ニューヨーク州ポキプシーのヴァッサー大学に通い、美術史とスタジオアートの学位を得て卒業した。ゾフレスはノーマ・カマリやエスプリといったファッション業界で働いた。オリバー・ストーンの1989年の映画『7月4日に生まれて』で衣裳デザイナーのジュディ・ラスキンの下でエキストラワードローブスーパーバイザーとして雇われた。その後、『シティ・スリッカーズ』などでもラスキンと共に働き、ロサンゼルスに移った後はコーエン兄弟の『未来は今』などに参加した。これ以降のコーエン兄弟の作品全てに参加している。

## フィルモグラフィ
- PCU PCU (1994)
- ジム・キャリーはMr.ダマー Dumb and Dumber (1994)
- サバイバルガイド Bushwhacked (1995)
- ファーゴ Fargo (1996)
- キングピン/ストライクへの道 Kingpin (1996)
- The Last of the High Kings (1996)
- ウィズ・ユー Digging to China (1997)
- 不法執刀 Playing God (1997)
- ビッグ・リボウスキ The Big Lebowski (1998)
- God Said, 'Ha!' (1998)
- ポーリー Paulie (1998)
- メリーに首ったけ There's Something About Mary (1998)
- マーローを捜せ! Where's Marlowe? (1998)
- シック・アズ・シーヴス Thick as Thieves (1999)
- エニイ・ギブン・サンデー Any Given Sunday (1999)
- オー・ブラザー! O Brother, Where Art Thou? (2000)
- バーバー The Man Who Wasn't There (2001)
- ゴーストワールド Ghost World (2001)
- ムーンライト・マイル Moonlight Mile (2001)
- キャッチ・ミー・イフ・ユー・キャン Catch Me If You Can (2002)
- ハッピー・フライト View from the Top (2002)
- ディボース・ショウ Intolerable Cruelty (2003)
- レディ・キラーズ The Ladykillers (2004)
- ターミナル The Terminal (2004)
- 奥さまは魔女 Bewitched (2005)
- スモーキン・エース/暗殺者がいっぱい Smokin' Aces (2006)
- ノーカントリー No Country for Old Men (2007)
- 大いなる陰謀 Lions for Lambs (2007)
- インディ・ジョーンズ/クリスタル・スカルの王国 Indiana Jones and the Kingdom of the Crystal Skull (2008)
- バーン・アフター・リーディング Burn After Reading (2008)
- シリアスマン A Serious Man (2009)
- アイアンマン2 Iron Man 2 (2010)
- トゥルー・グリット True Grit (2010)
- カウボーイ & エイリアン Cowboys & Aliens (2011)
- People Like Us (2012)
- L.A. ギャング ストーリー Gangster Squad (2013)
- インサイド・ルーウィン・デイヴィス 名もなき男の歌 Inside Llewyn Davis (2013)
- インターステラー Interstellar (2014)
- ヘイル、シーザー! Hail, Caesar! (2016)
- ラ・ラ・ランド La La Land (2016)
- バトル・オブ・ザ・セクシーズ Battle of the Sexes (2017)
- ファースト・マン First Man (2018)
- バスターのバラード The Ballad of Buster Scruggs (2018)[4]

## 私生活
2006年3月9日、コメディ・セントラルのプロデューサー・脚本家であるマレー・バレリアーノと結婚した。